# Judith y Holofernes (Donatello)
Judith y Holofernes es un grupo escultórico de bronce (236 cm de altura sin pedestal) realizada por Donatello hacia el final de su carrera, entre 1453 y 1457. Desde 1988 se conserva en la Sala de los Lirios del Palazzo Vecchio en Florencia. Donatello fue el primer escultor, desde las esculturas antiguas, en realizar un diseño individual y libre de estructuras arquitectónicas. Como en el David y el monumento a Gattamelata, en Judith y Holofernes concibe por primera vez un grupo de figuras físicamente en tres dimensiones.
La estatua fue encargada por Cosme de Médici o Pedro de Cosme de Médici en recuerdo de su padre, y destinada a una fuente del palacio Médici, como hace pensar los cuatro agujeros en los ángulos del cojín. Judith se considera el símbolo de la libertad, la virtud y la victoria del débil sobre el fuerte, en una causa justa. La fundición dividió la estatua en once partes, como se ha podido apreciar en la restauración. La estatua fue originalmente dorada, todavía se pueden ver restos en algunas partes como en la espada.
Saqueada por la multitud después de la segunda expulsión de los Médici en 1494, y colocada solemnemente en la Piazza della Signoria, para simbolizar la libertad y la victoria del pueblo sobre la tiranía y la introducción de la república por el florentino Girolamo Savonarola. Al regreso de los Médici, se dejó la estatua de Judith en la plaza, para no ofender las sensibilidades del pueblo. Inicialmente, se encontraba frente a la puerta principal del palacio, pero en 1504 se dio paso al David de Miguel Ángel, de proporciones mucho mayores. David fija el nuevo canon para las estatuas de la plaza, de modo que las obras posteriores, como el Perseo de Cellini y el Hércules y Caco de Baccio Bandinelli, son todas ellas talladas o fundidas en parámetros más grandes, haciendo que la Judith fuese, por comparación, más pequeña y delicada, como puede verse hoy visitando la plaza. 
Después de la llegada del David de Miguel Ángel, fue puesta bajo la Loggia della Signoria. En una cuidadosa restauración de 1988, se trasladó al interior del museo del Palazzo Vecchio y fue sustituida por una copia en el exterior.

## Descripción

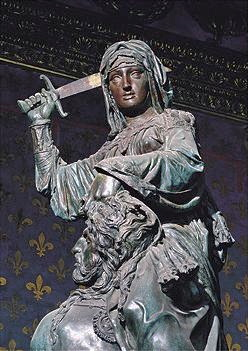
Detalle de Judit y Holofernes.

El trabajo no fue diseñado para su visión desde un solo punto de vista, una gran cantidad de referencias pide una vuelta alrededor de la escultura para mirar por todas partes. La estructura de la obra es piramidal, con el vértice en el hierático rostro de Judith y la hoja de la espada, desde el brazo derecho de la heroína, está doblado a noventa grados, otro punto central del grupo es la cabeza de Holofernes en la que convergen las diagonales del grupo.
El texto bíblico indica que la heroína necesitó dos golpes para cortar la cabeza del enemigo y el momento exacto de la acción es inmortalizada entre ese espacio de los dos cortes, como demuestra la herida en el cuello de Holofernes. 
Las dos figuras son tratadas por el escultor completamente opuestas. Holofernes está desnudo y modelado de acuerdo con las normas de la anatomía, mientras Judith está enteramente cubierta por la ropa, que detalla su frágil físico. La cabeza cubierta con un velo de Judith, no le sobresale ni siquiera un pelo, mientras que la cabellera de Holofernes es larga y salvaje. Su identificación con el «vicio» se ve confirmada por una serie de atributos, entre los que destaca el medallón que resbala por la espalda, donde se retrata un caballo irritado. Incluso las escenas de bacanales en la base, con forma de prisma triangular, hace recordar la embriaguez y el desenfreno del tirano, tal como se describe en la Biblia.

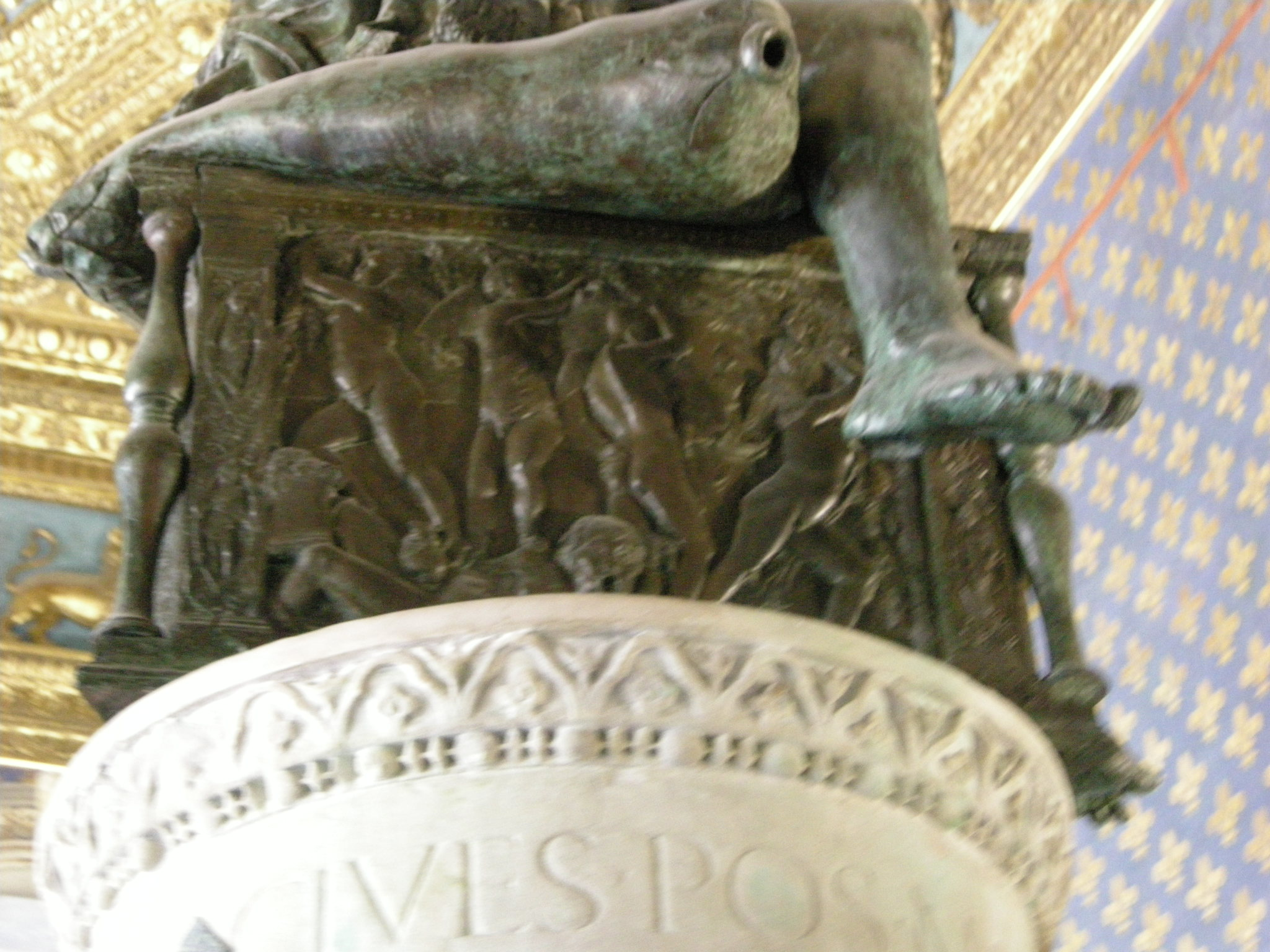
Detalle de un relieve de la base.

El cuerpo de Holofernes cae ya sin fuerzas y se sostiene solo por la mano de Judith. El pie derecho de la heroína lo puso de manera elocuente en los genitales, mientras que el otro pie lo tiene en la muñeca y la rodilla cubre la mitad del medallón alegórico. 
La figura de Judith triunfante se levanta con su espada. Su vestido está hecho de un tejido con pliegues, con rica decoración, que contrasta, con el modelado liso del rostro. La expresión de la juventud presenta toda una gama de emociones profundas psicológicas, perfectamente legibles: concentración, decisión, fuerza, además de los conflictos internos de los que buscan el apoyo de su Dios, porque para salvar a su pueblo se ve obligada a asumir el pecado del asesinato. A pesar del triunfo de ella, este hecho es contrario al mandamiento de «no matarás», y esto lo representa la figura de la trágica heroína. 
El rostro de Holofernes es áspero y desfigurado. Se asienta sobre una almohada que se gira en relación con la base para que sus esquinas no coincidan, creando un efecto de movimiento. Esta base de la escultura, en forma de cojín, es un elemento naturalista utilizado por primera vez por Donatello en su escultura de San Marcos en Orsanmichele. Inscrito en el cojín se aprecian las palabras OPVS. Donatelli. FLOR.